# هال سنتر (تكساس)
هال سنتر (بالإنجليزية: Hale Center)‏ هي مدينة أمريكية تقع في ولاية تكساس.تبلغ مساحة هذه المدينة 2.8 (كم²)،ويبلغ عدد سكانها 2263 نسمة حسب إحصاء سنة 2010 م. تشير إحصاءات سنة 2000م بأن الكثافة السكانية في هذه المدينة تقدر بـ(804) نسمة/كم2.

## التركيبة السكانية
حدّد مكتب تعداد الولايات المتحدة بيانات التركيبة السكانية لهال سنتر في تعداد الولايات المتحدة. في ما يلي، التركيبة السكانية حسب تعدادي 2000 و2010.

### تعداد عام 2000
بلغ عدد سكان هال سنتر 2,263 نسمة بحسب تعداد عام 2000، وبلغ عدد الأسر 798 أسرة وعدد العائلات 572 عائلة مقيمة في المدينة. في حين سجلت الكثافة السكانية 608.3 نسمة لكل كيلومتر مربع (1,575.5/ميل2). وبلغ عدد الوحدات السكنية 885 وحدة بمتوسط كثافة قدره 237.9 لكل كيلومتر مربع (616.2/ميل2).
وتوزع التركيب العرقي للمدينة بنسبة 76.54% من البيض و5.04% من الأمريكيين الأفارقة و0.31% من الأمريكيين الأصليين و0.04% من الأمريكيين ذوي الأصول الآسيوية و15.42% من الأعراق الأخرى و2.65% من عرقين مختلطين أو أكثر و56.56% من الهسبانيون أو اللاتينيون من أي عرق.
بلغ عدد الأسر 798 أسرة كانت نسبة 42.1% منها لديها أطفال تحت سن الثامنة عشر تعيش معهم، وبلغت نسبة الأزواج القاطنين مع بعضهم البعض 57% من أصل المجموع الكلي للأسر، ونسبة 9.4% من الأسر كان لديها معيلات من الإناث دون وجود شريك، بينما كانت نسبة 5.3% من الأسر لديها معيلون من الذكور دون وجود شريكة وكانت نسبة 28.3% من غير العائلات. تألفت نسبة 26.7% من أصل جميع الأسر من عدة أفراد يعيشون في نفس المنزل ونسبة 17% كانت تتألف من شخص يعيش بمفرده يبلغ من العمر 65 عاماً أو أكثر. وبلغ متوسط حجم الأسرة المعيشية 2.78، أما متوسط حجم العائلات فبلغ 3.41.
بلغ العمر الوسطي للسكان 33.3 عاماً. وكانت نسبة 31.9% من القاطنين تحت سن الثامنة عشر، وكانت نسبة 8.4% بين الثامنة عشر والرابعة والعشرين عاماً، ونسبة 24.9% كانت واقعةً في الفئة العمرية ما بين الخامسة والعشرين والرابعة والأربعين عاماً، ونسبة 17.1% كانت ما بين الخامسة والأربعين والرابعة والستين، ونسبة 15.6% كانت ضمن فئة الخامسة والستين عاماً فما فوق. يوجد لكل 100 أنثى 97.4 ذكر، ويوجد لكل 100 أنثى في الثامنة عشر من عمرها فما فوق 89.8 ذكر.
بلغ متوسط دخل الأسرة في المدينة 28,240 دولارًا، أما متوسط دخل العائلة فبلغ 32,138 دولارًا. وكان متوسط دخل الذكور 24,318 دولارًا مقابل 16,359 دولارًا للإناث. وسجل دخل الفرد الخاص بالمدينة 12,873 دولارًا. وكانت نسبة 17% من العائلات ونسبة 19.2% من السكان تحت خط الفقر، وكان من هؤلاء نسبة 24% تحت سن الثامنة عشر ونسبة 18.8% في الخامسة والستين من العمر وما فوق.

### تعداد عام 2010
بلغ عدد سكان هال سنتر 2,252 نسمة بحسب تعداد عام 2010، وبلغ عدد الأسر 763 أسرة وعدد العائلات 568 عائلة مقيمة في المدينة. في حين سجلت الكثافة السكانية 605.4 نسمة لكل كيلومتر مربع (1,568.0/ميل2). وبلغ عدد الوحدات السكنية 867 وحدة بمتوسط كثافة قدره 233.1 لكل كيلومتر مربع (603.7/ميل2).
وتوزع التركيب العرقي للمدينة بنسبة 69.89% من البيض و4.17% من الأمريكيين الأفارقة و0.71% من الأمريكيين الأصليين و0.04% من الأمريكيين ذوي الأصول الآسيوية و23.18% من الأعراق الأخرى و2% من عرقين مختلطين أو أكثر و63.23% من الهسبانيون أو اللاتينيون من أي عرق.
بلغ عدد الأسر 763 أسرة كانت نسبة 41.4% منها لديها أطفال تحت سن الثامنة عشر تعيش معهم، وبلغت نسبة الأزواج القاطنين مع بعضهم البعض 54.5% من أصل المجموع الكلي للأسر، ونسبة 14.3% من الأسر كان لديها معيلات من الإناث دون وجود شريك، بينما كانت نسبة 5.6% من الأسر لديها معيلون من الذكور دون وجود شريكة وكانت نسبة 25.6% من غير العائلات. تألفت نسبة 22.5% من أصل جميع الأسر من عدة أفراد يعيشون في نفس المنزل ونسبة 12.5% كانت تتألف من شخص يعيش بمفرده يبلغ من العمر 65 عاماً أو أكثر. وبلغ متوسط حجم الأسرة المعيشية 2.90، أما متوسط حجم العائلات فبلغ 3.41.
بلغ العمر الوسطي للسكان 33.9 عاماً. وكانت نسبة 31% من القاطنين تحت سن الثامنة عشر، وكانت نسبة 8.5% بين الثامنة عشر والرابعة والعشرين عاماً، ونسبة 23.1% كانت واقعةً في الفئة العمرية ما بين الخامسة والعشرين والرابعة والأربعين عاماً، ونسبة 22.2% كانت ما بين الخامسة والأربعين والرابعة والستين، ونسبة 15.2% كانت ضمن فئة الخامسة والستين عاماً فما فوق. وتوزع التركيب الجنسي للسكان بنسبة 48.5% ذكور و51.5% إناث.